# Kasta (zoologia)
Kasta – u zwierząt społecznych wyspecjalizowana grupa osobników w obrębie kolonii, wyróżniająca się swoistą morfologią, zachowaniem lub pełnioną funkcją. 
We wszystkich koloniach eusocjalnych można wyróżnić przynajmniej dwie kasty: 
- osobniki reprodukujące się
- osobniki o ograniczonej reprodukcji lub nierozmnażające się w ogóle, zwane robotnicami bądź robotnikami.

U pewnych gatunków można wyróżnić więcej niż dwie kasty, np. jeśli wśród robotnic można wyróżnić kilka grup pełniących odmienne funkcje i przystosowanych do nich morfologicznie. U pszczoły miodnej wyróżnia się trzy kasty: niereprodukujące się robotnice, płodne samice (królowe) i samce (trutnie).
Kast nie wyróżnia się u gatunków niespołecznych, nawet jeśli osobniki odmiennych płci różnią się między sobą (dymorfizm płciowy), albo w obrębie gatunku istnieją różne formy morfologiczne.